# الصلاحات
قرية الصلاحات هي إحدى القرى التابعة لمركز بني عبيد في محافظة الدقهلية في جمهورية مصر العربية. حسب إحصاءات سنة 2006، بلغ إجمالي السكان في الصلاحات 7728 نسمة، منهم 3902 رجل و3826 امرأة. من أبنائها دكتور أحمد مستجير.

## التاريخ
قرية الصلاحات من القرى القديمة، حيث وردت باسم «السعيدي» في أعمال الشرقية ضمن قرى الروك الصلاحي التي أحصاها ابن مماتي في كتاب قوانين الدواوين، كما وردت باسم «السعدي» من أعمال الدقهلية والمرتاحية ضمن قرى الروك الناصري التي أحصاها ابن الجيعان في كتاب «التحفة السنية بأسماء البلاد المصرية». وفي العصر العثماني وردت باسم «الصلاحات» في التربيع العثماني الذي أجراه الوالي العثماني سليمان باشا الخادم في عصر السلطان العثماني سليمان القانوني ضمن قرى ولاية الدقهلية، وفي تاريخ 1228هـ/1813م الذي عدّ قرى مصر بعد المسح الذي قام به محمد علي باشا باسم «الصلاحات» ضمن قرى مديرية الدقهلية. ويُذكر أن القرية نُسبت إلى عرب الصلاحات الذين سكنوا القرية.